# Контињи
Контињи (фр. Contigny) насеље је и општина у централној Француској у региону Оверња, у департману Алије која припада префектури Мулен.
По подацима из 2011. године у општини је живело 614 становника, а густина насељености је износила 34,24 становника/km². Општина се простире на површини од 17,93 km². Налази се на средњој надморској висини од 231 метар (максималној 307 m, а минималној 221 m).

## Демографија
| 1962. | 1968. | 1975. | 1982. | 1990. | 1999. | 2011. |
| ----- | ----- | ----- | ----- | ----- | ----- | ----- |
| 601   | 630   | 574   | 533   | 542   | 559   | 614   |

График промене броја становника у току последњих година